# Wilhelm Letonja
Wilhelm „Willi“ Letonja (* 6. Mai 1915 in Donawitz bei Leoben; † 2. September 1942 im Zuchthaus Brandenburg-Görden) war ein deutscher Deserteur österreichisch-jugoslawischer Herkunft. Er war zunächst Anhänger des Nationalsozialismus und hatte für die Wehrmacht gekämpft. Anfang 1942 ließ er sich als Zeuge Jehovas taufen und desertierte aus religiösen Gründen. Auf der Flucht in die Schweiz wurde er festgenommen, zum Tode verurteilt und hingerichtet.

## Leben

### Jugend
Wilhelm Letonja kam am 6. Mai 1915 in Donawitz bei Leoben in der Steiermark als zweites Kind des ursprünglich aus der Untersteiermark stammenden kommunistischen Arbeiters Anton Letonja (* 12. Juni 1886; † 15. Juli 1952 in Leoben) und dessen Ehefrau Ludmilla (geborene Očar; * 8. September 1882) zur Welt und wurde am 11. Mai 1915 in Leoben-Waasen auf den Namen Wilhelm getauft. Seine Eltern hatten am 9. Juni 1912 in Leoben-Waasen geheiratet. 1923 emigrierte die Familie nach Liévin in den Norden Frankreichs, wo Wilhelms Vater eine Anstellung im Kohlebergbau fand. Wilhelms Mutter war überzeugte Katholikin und erzog ihre drei Kinder im Sinne ihres Glaubens. Ihr Mann lehnte dies aufgrund seiner politischen Überzeugungen ab und verbot der Familie den Besuch der Kirche.
Ende der 1920er Jahre kam Wilhelms Mutter Ludmilla über den aus der Untersteiermark stammenden Vinzenz Platajs, der ebenfalls im Kohlebergbau in Frankreich tätig war, in Kontakt zu einem deutschsprechenden Ehepaar aus Polen, das zu den Bibelforschern gehörte. Sie nahm deren Ansichten begeistert auf, besuchte religiöse Zusammenkünfte in der Privatwohnung des Paares, schloss sich 1928 den Bibelforschern (ab 1931 Zeugen Jehovas genannt) an und versuchte, ihre Kinder in deren Lehre zu unterweisen. Wilhelms Vater war dies nicht recht. Er bestand darauf, dass sein jüngster Sohn Anton Ministrant in der katholischen Kirche wurde. Die Spannungen zwischen den Ehepartnern nahmen immer weiter zu, und Anton sen. reichte die Scheidung ein, die 1932 ausgesprochen wurde. Wilhelms Mutter ging zusammen mit dem jüngsten Sohn Anton zurück nach Österreich, wo sie sich in Gamlitz niederließen. Wilhelm und sein Vater blieben in Frankreich. Der Vater kehrte später jedoch wieder zurück nach Leoben, wo er am 15. Juli 1952 im Alter von 66 Jahren verstarb.
Wilhelms ältere Schwester Josefine heiratete Vinzenz Platajs. Die beiden waren als Missionare der Zeugen Jehovas zunächst in der Steiermark und danach in Jugoslawien tätig.

### Vom Nazi zum Deserteur
Wilhelm Letonja, der durch seinen Vater jugoslawischer Staatsbürger war, besuchte bis zu seinem 14. Lebensjahr die Schule in Liévin und absolvierte danach eine Ausbildung zum Uhrmacher. Als solcher sowie als Feinschlosser und Kraftfahrer war er in verschiedenen französischen Orten tätig. Den Kontakt zur nach Österreich zurückgekehrten Mutter und zu seinen Geschwistern hatte er abgebrochen. Er wandte sich sowohl von den religiösen Ansichten seiner Mutter als auch von den politischen Ansichten seines Vaters ab, begann sich für die Ideen Adolf Hitlers zu begeistern, und betätigte sich schließlich als illegaler Nazi in Frankreich. Wegen der Verbreitung deutscher Propaganda wurde er im Mai 1940 von einem französischen Gericht zu zwei Jahren Haft verurteilt, doch schon im Juni, nach dem Einmarsch der deutschen Truppen in Frankreich, aus der Haft in Rennes entlassen. Danach arbeitete er bis November als Dolmetscher in der Kreiskommandantur der Wehrmacht von Dreux, ging dann in die Steiermark zurück, bemühte sich um die deutsche Staatsbürgerschaft und meldete sich freiwillig für die Wehrmacht. Am 14. Januar 1941 erhielt er in Graz seine Einberufung. Er wurde Teil Elite-Abwehreinheit Lehrregiment Brandenburg z. b. V. 800, wurde zunächst in Belgien zum Schutz der Küste stationiert und kämpfte dann von Juni bis August 1941 an der Ostfront. Er war tief beeindruckt von Hitlers militärischen Erfolgen.
Auf Heimaturlaub in der Steiermark bei seiner Mutter und seinem jüngeren Bruder Anton, der sich mittlerweile ebenfalls den vom NS-Regime verfolgten Zeugen Jehovas angeschlossen hatte, zeigte Wilhelm kein Interesse an ihrem Glauben und meinte als überzeugter Nationalsozialist: „Wir werden die Welt erobern; wir werden die Herren der Welt sein.“
Doch während eines Besuchs im Februar 1942 erhielt Wilhelm von seinem Bruder das von den Zeugen Jehovas 1937 herausgegebene und im Untergrund verbreitete ausgesprochen antinationalsozialistische Buch Feinde. Seine Einstellung wandelte sich dadurch innerhalb weniger Wochen völlig. Er gelangte zu der Überzeugung, dass er sich in der Wehrmacht auf dem falschen Weg befand, und kam zu dem Entschluss, den Militärdienst aufzugeben; Jehovas Zeugen lehnen den Dienst mit der Waffe generell ab. Zunächst besuchte er nochmals seinen Bruder, und begab sich dann zu seiner Schwester und seinem Schwager nach Zagreb und ließ sich dort durch Untertauchen im Wasser als Zeuge Jehovas taufen. Danach kehrte er zu seiner mittlerweile nach Paris verlegten Einheit zurück, in der Absicht, sich von dort in die Schweiz abzusetzen. Dabei wurde er jedoch in der Nacht zum 10. März 1942 an der Schweizer Grenze von der deutschen Feldgendarmerie festgenommen und daraufhin zunächst in Pontarlier gefangen gehalten. Angebote zur Frontbewährung lehnte Letonja mehrmals ab.

### Prozess und Hinrichtung
Im Prozess vor dem Reichskriegsgericht in Berlin wurde Wilhelm Letonja als „ruhiger, sehr bedächtiger Mensch; fleißig und sauber“ beurteilt. Er sagte aus, zur Überzeugung gekommen zu sein, dass sein freiwilliges Soldatentum falsch gewesen sei. Der Dienst mit der Waffe ließe sich mit seiner religiösen Überzeugung als Zeuge Jehovas nicht vereinbaren; deshalb hätte er in ein neutrales Land gehen wollen, um den Gesetzen Gottes gehorchen zu können. Am 27. Juli 1942 wurde er vom Reichskriegsgericht wegen Fahnenflucht zum Tode verurteilt.
Die nächsten Wochen verbrachte er im Militärgefängnis Tegel. Dort erhielt er am 8. August noch einmal Besuch von seinem Bruder Anton, den er zu trösten versuchte: „Würde ich für Hitler sterben, gäbe es für mich keine Hoffnung. Wenn ich aber für Jehova sterben soll, dann habe ich die Sicherheit einer Auferstehung, und wir werden uns wiedersehen.“ Am 24. August erfolgte Wilhelms Verlegung ins Zuchthaus Brandenburg-Görden. Am darauffolgenden Tag schrieb er seiner Familie im festen Glauben an eine Auferstehung: „Ich bitte Euch vergießt keine Tränen meinetwegen, … wir werden uns wiedersehen, darüber besteht kein Zweifel.“
Am 1. September wurde ihm mitgeteilt, dass das Urteil am nächsten Morgen vollstreckt würde. Daraufhin verlangte Wilhelm nach einer Bibel und schrieb in Fesseln einen Abschiedsbrief an Mutter und Geschwister: „Der liebe Gott, dem ich diene, gibt mir alles, was ich brauche, und er wird mir bestimmt bis zum letzten Augenblick beistehen. … Macht euch keinen Kummer meinetwegen … Ich kann Euch nochmals wiederholen, daß ich gar nichts bereue und meinem Herrn standhaft geblieben bin. Ihm gebührt Ehre und Dank und alles in Ewigkeit. … Auf Wiedersehen.“ Am Morgen des 2. September 1942, im Alter von 27 Jahren, wurde er durch das Fallbeil hingerichtet.

## Schicksal seiner Familie
Wilhelms jüngerer Bruder Anton hatte sich im April 1938 im Alter von 19 Jahren als Zeuge Jehovas taufen lassen. Wegen seiner Weigerung, den Hitlergruß zu leisten, verlor er seine Lehrstelle. Da er nicht die deutsche Staatsbürgerschaft besaß, entging er der Einberufung zur Wehrmacht. Am 6. Oktober 1943 wurde er in Gamlitz verhaftet, weil er Schriften der Zeugen Jehovas verbreitet hatte, und wurde für 18 Monate im Strafgefängnis München-Stadelheim inhaftiert. Er lebte nach dem Krieg als Missionar der Zeugen Jehovas in Luxemburg und Österreich.
Wilhelms Schwager Vinzenz Platajs weigerte sich als Zeuge Jehovas, die deutsche Staatsbürgerschaft anzunehmen. Daher wurde die Familie interniert und musste in Gamlitz Zwangsarbeit leisten. Vinzenz Platajs wurde am 30. August 1943 verhaftet, weil er Schriften der Zeugen Jehovas verbreitet und Familien von KZ-Häftlingen unterstützt hatte. Wegen „Wehrkraftzersetzung“ wurde er zum Tode verurteilt und am 9. September 1944 in Brandenburg-Görden hingerichtet. Die gemeinsame Tochter von Vinzenz Platajs und Wilhelms Schwester Josefine wurde ihrer Mutter nach dem Tod Platajs weggenommen und nationalsozialistischen Pflegeeltern übergeben, die sie schwer misshandelten. Mutter und Tochter fanden zu Kriegsende wieder zusammen, erhielten 1949 die österreichische Staatsbürgerschaft und zogen dann in die Schweiz, wo sie weiterhin für die Zeugen Jehovas tätig waren.

## Rehabilitierung
Als im Sommer 1999 im österreichischen Parlament die Möglichkeit der Rehabilitierung von Deserteuren erwogen wurde, wurde in der Tageszeitung Kurier über Wilhelm Letonjas Schicksal berichtet. Die Dokumentation begann mit den Worten: Es ist eine „vom Saulus zum Paulus“-Geschichte. Wilhelms Bruder Anton wurde zitiert: „Mein Bruder starb, unschuldig, nur weil er andere Menschen nicht mehr töten wollte.“ Die von der Familie angestrebte Rehabilitierung Wilhelms wurde vom Landesgericht für Strafsachen Wien am 9. September 1999 zunächst abgelehnt, da das 1945 erlassene Aufhebungs- und Einstellungsgesetz nur für Österreicher galt und Letonja im Verlaufe des Zweiten Weltkriegs die deutsche Staatsbürgerschaft angenommen hatte, nachdem er zuvor jugoslawischer Staatsbürger gewesen war. Auf Grundlage des Anerkennungsgesetzes 2005 wurde am 3. Februar 2005 erneut die Rehabilitierung Letonjas beantragt. Diesem Antrag wurde am 16. August 2005 vom Landesgericht für Strafsachen Wien stattgegeben.